# Новак Томић
Новак Томић (Београд, 7. јануар 1936 — Лос Анђелес, 23. јул 2003) је бивши југословенски фудбалер.
Са Црвеном звездом освојио је пет титула првака Југославије (1956, 1957, 1959, 1960 и 1964) и три пута Куп Југославије (1958, 1959. и 1964).
За репрезентацију Југославије је одиграо 5 утакмица. Дебитовао је 11. јуна 1958. против Француске, а опростио се 1963. против Шведске (0:0) у Београду.